# Bardstown (stolica tytularna)
Bardstown (łac. Diœcesis Bardensis) – stolica historycznej diecezji w Stanach Zjednoczonych. Istniała w latach 1808–1841, następnie przeniesiono jej siedzibę do Louisville. Od 1995 katolickie biskupstwo tytularne.

## Biskupi tytularni
| Lp. | Biskup                  | Od             | Do               |
| --- | ----------------------- | -------------- | ---------------- |
| 1   | Charles Garrett Maloney | 2 lutego 1995  | 30 kwietnia 2006 |
| 2   | Daniel Thomas           | 8 czerwca 2006 | 26 sierpnia 2014 |
| 3   | James Massa             | 19 maja 2015   |                  |